# Леневё, Шарль Фердинан
Шарль Фердинан Леневё (фр. Charles Lenepveu; 4 октября 1840, Руан — 16 августа 1910, Париж) — французский композитор.

## Биография
Сын адвоката, после получения степени бакалавра в 1859 году отправился в Париж для изучения права. Одновременно в течение трёх лет изучал гармонию под руководством Огюстена Савара. Первое сочинение Леневё было исполнено в 1862 году в Кане; на волне этого успеха он поступил в 1862 году в Парижскую консерваторию в класс композиции Амбруаза Тома. В 1865 году был удостоен Римской премии.
Вернувшись из Рима в 1868 году, начал работать над комической оперой «Флорентинец» (фр. Le Florentin), принятой театром Опера-комик, но из-за Франко-прусской войны поставленной лишь в 1874 году. Тем временем Леневё посвятил жертвам войны свой Реквием, исполненный в 1871 году в Бордо. Вторая опера Леневё, «Веледа» (фр. Velleda, на сюжет из романа Шатобриана «Мученики»), была поставлена в 1882 году в театре Ковент-Гарден в Лондоне).
С 1880 г. Леневё был профессором гармонии в Парижской консерватории; в 1892 г. заменил скончавшегося Эрнеста Гиро в качестве профессора композиции. Среди учеников Леневё были Габриэль Пьерне, Андре Капле, Филипп Гобер и многие другие. Опубликовал сборник упражнений «100 уроков гармонии» (фр. 100 leçons d’harmonie, 1898). В 1905 году Леневё оказался в центре скандала, связанного с неприсуждением Морису Равелю Римской премии в последний год, когда он мог, по возрасту, на неё претендовать: Леневё входил в состав жюри премии, а все оставшиеся претенденты на неё были его учениками, что и сделало его одной из главных мишеней общественного возмущения.

## Работы
- Le Florentin, опера
- Velléda, опера
- Жанна Д’Арк (Jeanne d’Arc), лирическая драма, поставлена в Кафедральном соборе Руана 1 июня 1886 года
- Триумфальная ода, посвященная Жанне Д’Арк (Ode triomphale à Jeanne d’Arc)